# Barking e Dagenham
Pronunciação
Barking e Dagenham é um borough da Região de Londres, na Inglaterra. Sua população é de 198 294 habitantes.